# Billungstraße 10 (Quedlinburg)

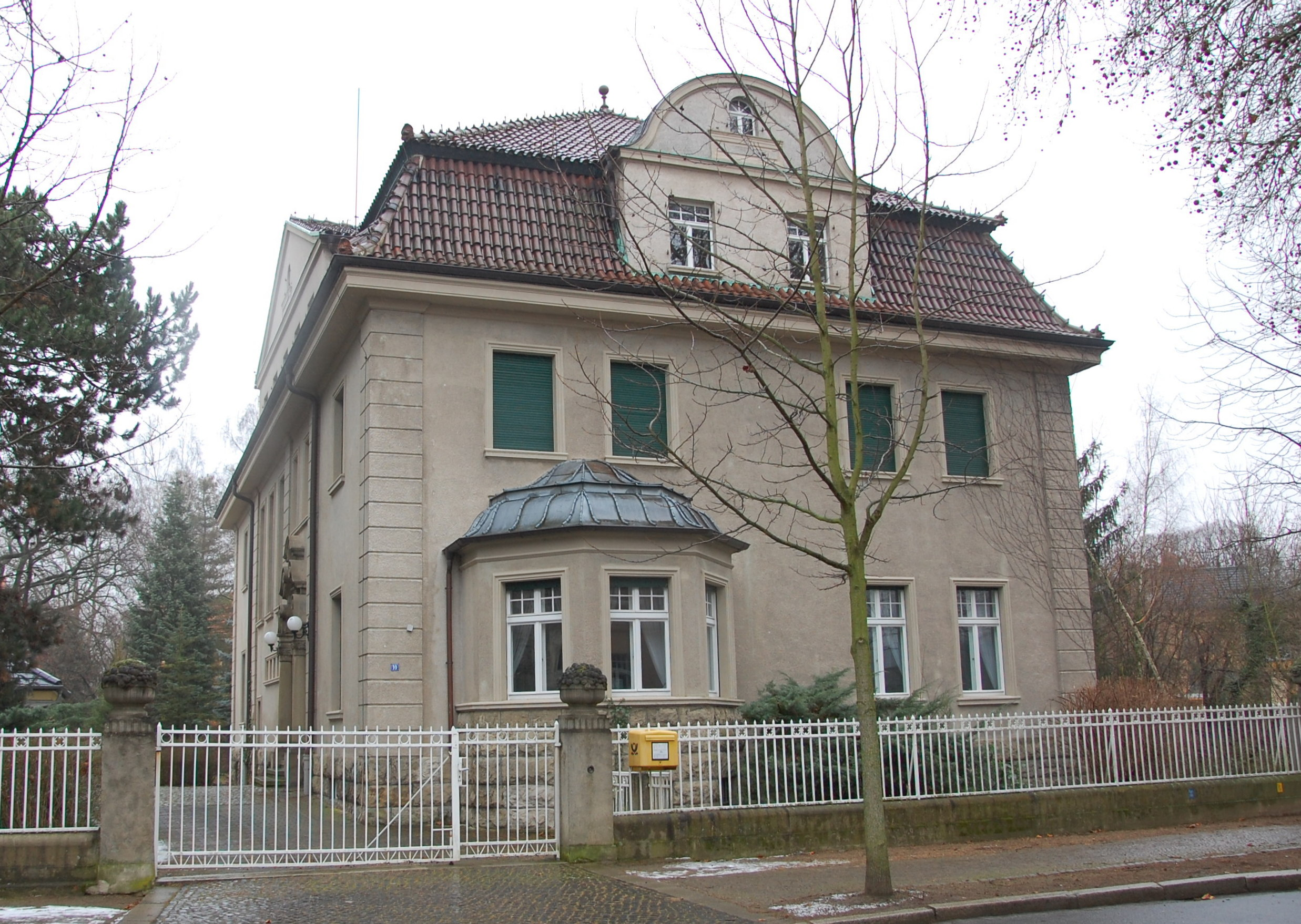
Villa Billungstraße 10

Das Haus Billungstraße 10 ist eine denkmalgeschützte Villa in der Stadt Quedlinburg in Sachsen-Anhalt.

## Lage
Sie liegt südlich des Quedlinburger Schloßberges und ist im Quedlinburger Denkmalverzeichnis eingetragen.

## Architektur und Geschichte
1926 ließ der Fabrikant Hermann Ullrich die Villa errichten. Planung und Ausführung erfolgten durch die Firma Goldschmidt & Ziermann. Der repräsentative Bau entstand im Stil des Neoklassizismus. Es finden sich jedoch auch barockisierende Formen. Der Eingang des Hauses ist prächtig gestaltet. Dort befindet sich auch eine mit Datum versehene Inschriftenkartusche. Die Giebel der Villa sind in verschiedenen Formen gestaltet. Zur Gliederung der Fassade dienen Risalit und Erker.
Die Grundstückseinfriedung besteht aus von Pfeilern gestützten schmiedeeisernen Zaunfeldern. Als Bekrönung der Pfeiler wurden Fruchtkübel gesetzt. Im von altem Baumbestand geprägten Garten des Anwesens befindet sich eine um 1930 gebaute Remise.